# Малла-хан
Малла-хан — двенадцатый правитель (1858-1862) из узбекской династии мингов в Кокандском ханстве.
Малла-хан был могучим правителем, навёл такой порядок среди государственных чиновников и военачальников, что ни один из них не мог выйти за рамки шариата. Военные были заняты своим делом, начальники соблюдали высокое положение, улемы и шейхи занимались защитой шариата, а подданных постоянно заставлял соблюдать приличия. Цены на базарах снизились, земледельческие продукты были в обилии, подвергались жёсткому наказанию люди не соблюдавшие правил шариата, допускавшие злоупотребления и измену в военном деле, трусы.
При Малла-хане кокандцы нанесли поражение эмиру Бухары в 1861 году, фактически восстановился статус-кво в отношениях Коканда и Бухары, который существовал до 1840 годов и тем самым, кокандцы поставили под сомнение вопрос о гегемонии бухарского эмира в Средней Азии.

## Приход к власти
В конце 1858 года Малла-бек, воспользовавшись осадой бухарским эмиром Худжанда, прибыл к кыргызам и поднял мятеж. Объединив ферганских кочевников, он одержал победу над ставшим непопулярным Худояр-ханом и занял кокандский трон. В период правления Малла-хана кочевники вернули утраченные позиции в ханстве. Главную роль в их «конфедерации» играли кыргызы, из среды которых выдвинулся молодой военачальник Алимкул.

## Правление
В «Тухфат ат-Таварих-и хани» даётся оценка правления Малла-хана, к которому прилагается почётный титул «великий эмир» (амир-и кабир). Он очень заботился о подданных и ни разу их не обидел. Каждую неделю в пятницу он приходил в мечеть и участвовал в собраниях улемов и учёных, проявлял усердие в чтении книг. Он знал, что делается в его владениях, и если какой-нибудь вдове от должностного лица была нанесена обида, виновника непременно смещали и даже уничтожали. На воинов он мало сердился. Кроме того, ряд авторов признают активную государственную деятельность хана, который, в противоположность своему брату Худояр-хану, сам старался вникнуть в дела управления, совершая поездки по Фергане и в Ташкент, проверяя там деятельность местных чиновников, лично руководил походами на Ура-Тюбе, Заамин и т.д.
Автор «Тарихи джахан-намаи» с позиций представителя городского среднего сословия следующим образом оценивает личность Малла-хана. Каждый пятничный день Малла-хан принимал участие в спорах духовенства и их диспутах, каждому из них он назначал жалованье. При его правлении религия получила широкое развитие. Он следил за действиями правителей подчинённых областей и не разрешал чинить им насилия. Военных Малла-хан держал под контролем. Если Малла-хан был строгим в отношении военачальников и войска, то духовенство, торговцы, ремесленники и крестьяне жили при нём спокойно.
Кыргызская клика при Малла-хане была самой высшей.
Кыргызская и кыпчакская верхушка в период правления Малла-хана снова заняла административные и военные должности. Так, например, в Худжанд назначен был кыргыз Саидбек-датка, в Андижан – кыргыз Алымбек-датка, в крепость Нау – кыргыз Молдо Касым.
В 1860 г. после разрушения русскими отрядами крепостей Токмак и Пишпек кокандцы совершили поход в Семиречье, но были разбиты немногочисленными силами Г. А. Колпаковского

## Смерть
В 1862 году неугодный кочевой знати Малла-хан был убит и на престол возведен Шахмурад-хан, сын Сарымсак-хана.